# Ministerio de Justicia (Argentina)
El Ministerio de Justicia de Argentina es el ministerio del Poder Ejecutivo Nacional encargado de asistir al presidente de la Nación y al jefe de Gabinete de Ministros en todo lo relativo a la justicia.
Del Ministerio de Justicia dependen importantes organismos como la Procuración del Tesoro de la Nación, Escribanía General de Gobierno, Subsecretaría de Derechos Humanos, Secretaría de Justicia, Dirección Nacional de Protección de Datos Personales, el Sistema Argentino de Información Jurídica, los registros (inmuebles, autor, automóviles, armas, reincidencia), etc.

## Competencias
De acuerdo a la Ley 22 520, sus competencias son «asistir al Presidente de la Nación, y al Jefe de Gabinete de Ministros en orden a sus competencias, en las relaciones con el PODER JUDICIAL, con el Ministerio Público, con el Defensor del Pueblo y con el Consejo de la Magistratura, en la actualización de la legislación nacional, y a requerimiento del Presidente de la Nación en el asesoramiento jurídico y en la coordinación de las actividades del Estado referidas a dicho asesoramiento, sin perjuicio de la competencia propia e independencia técnica de la Procuración del Tesoro de la Nación…»

## Estructura
El Ministerio de Justicia se organiza de la siguiente forma:
- Unidad Gabinete De Asesores
- Subsecretaría de Gestión Administrativa
- Secretaría de Justicia
  - Subsecretaría de Política Criminal
  - Subsecretaría de Acceso a la Justicia
  - Subsecretaría de Asuntos Registrales
- Subsecretaría de Derechos Humanos
  - Subsecretaría de Protección de Derechos Humanos
  - Subsecretaría de Promoción de Derechos Humanos
  - Centro Internacional para la Promoción de los Derechos Humanos
- Procuración del Tesoro de la Nación
- Oficina Anticorrupción
- Unidad de Información Financiera

### Unidad de Auditoría Interna del Ministerio
La misma es un servicio a toda la organización y se constituye en un instrumento de gestión para comprobar que se logren los resultados previstos en el marco de la normativa aplicable. En tal entendimiento, los resultados de las tareas de auditoría deben ayudar a implantar y mantener un adecuado ambiente de control en todos los ámbitos y procesos de la organización. La definición de "adecuado ambiente de control" debe entenderse, tal como lo marca el artículo 103 de la Ley 24.156, como un sistema integral e integrado, basado en criterios de economía, eficiencia, eficacia y legalidad.
Con respecto a la misión de la Unidad de Auditoría Interna podemos afirmar que, al ser un órgano de control interno, tiene como fin entender en la planificación, programación y ejecución de las tareas. Es parte integrante del sistema de control interno, dependiendo de la máxima autoridad de la jurisdicción y siguiendo los lineamientos emanados de la Sindicatura General de la Nación, en su condición de órgano rector del sistema. En ese marco, sus actividades estarán orientadas al análisis de la gestión institucional con un enfoque contributivo de asesoramiento y asistencia técnica a la administración activa, en especial a sus máximos responsables.
Hablando de sus competencias y responsabilidades asignadas:
Teniendo en cuenta que el objetivo del control no se define por el carácter punitivo, sino que por el contrario, el control más efectivo es aquel que posibilita la modificación de conductas y genera los mecanismos de prevención para que no vuelvan a ocurrir desvíos, el ejercicio de sus funciones está orientado a agregar valor a la gestión de la Jurisdicción, brindando recomendaciones criteriosas y oportunas a quienes son responsables de dar solución a los problemas detectados. Para ello, la acción se basa en el examen posterior de las operaciones, manteniéndola desvinculada de las actividades propias de la gestión del auditado y sustentada en principios éticos y competencias técnicas.
Pretende ser un órgano de control con modernas herramientas para ejercer la auditoría e integrado por recursos humanos con una alta formación profesional y académica, posibilitando de tal modo el examen independiente, objetivo, sistemático y amplio del funcionamiento del sistema de control interno vigente en todas las dependencias y actividades de la jurisdicción.

## Historia
Inicialmente, en la Constitución de 1853 el ministerio se denominó «Ministerio de Justicia, Culto e Instrucción Pública» (Art. 84). Su primer titular fue Santiago Derqui, bajo el mandato del presidente Justo José de Urquiza. Posteriormente, y luego de la reforma de 1898, se modificó el gabinete y el área de culto fue transferida al Ministerio de Relaciones Exteriores; el ministerio pasó a denominarse «Ministerio de Justicia e Instrucción Pública» (ley n.º 3727).
La reforma de 1949 eliminó el número de límite de ministerios y el ministerio se desdobló en el Ministerio de Justicia y el Ministerio de Educación (disposición transitoria primera de la Constitución). En este período el primer ministro de Justicia fue Belisario Gache Pirán. Por ley n.º 14 303, sancionada el 25 de junio de 1954 y promulgada el 28 de julio del mismo año, se re-organizó el gabinete y el Ministerio de Justicia quedó fusionado con el Ministerio del Interior en el Ministerio de Interior y Justicia. Luego del golpe de Estado de 1955, el 12 de noviembre de ese año, se lo dividió en carteras separadas (decreto-ley n.º 2811). El 8 de junio de 1956, por decreto-ley n.º 10 351, se fusionaron los departamentos de educación y justicia en el Ministerio de Educación y Justicia.
Posteriormente, el 23 de septiembre de 1966 (luego del golpe de ese año) se sancionó la ley n.º 16 956; y tanto el área de educación como la de justicia pasaron a constituir secretarías en el ámbito del Ministerio del Interior. El 20 de octubre de 1969, por ley n.º 18 416, se re-organizó el gabinete y la Secretaría de Justicia volvió a ser ministerio.
En 1983, en plena recuperación de la democracia, el Ministerio de Justicia fue nuevamente unificado con el de Educación en el Ministerio de Educación y Justicia (ley n.º 23 023, sancionada el 8 de diciembre de 1983). Después, por ley n.º 23 930, sancionada el 18 de abril de 1991 y promulgada el 22 del mismo mes y año, ambos departamentos fueron separados.
Por ley n.º 25 233, sancionada y promulgada el 10 de diciembre de 1999, pasó a denominarse «Ministerio de Justicia y Derechos Humanos». Durante la crisis de diciembre de 2001, Ramón Puerta designó un ministro del Interior e interino de Justicia y Derechos Humanos y de Defensa. Durante los ocho días que duró la presidencia de Adolfo Rodríguez Saá se restableció la autonomía del área como Secretaría de Justicia y Asuntos Legislativos, retornando al rango de ministerio en 2002. En 2007 pasó a denominarse «Ministerio de Justicia, Seguridad y Derechos Humanos», por ley n.º 28 366 (sancionada el 6 de diciembre de 2007 y promulgada el día siguiente). Por decreto n.º 1993 del 14 de diciembre de 2010, recuperó su denominación anterior.

### Organismos dependientes
El 16 de diciembre de 2003 el presidente Kirchner dictó el decreto n.º 1259, creando el Archivo Nacional de la Memoria, dependiente del Ministerio de Justicia, Seguridad y Derechos Humanos (a través de la Secretaría de Derechos Humanos).
El 7 de marzo de 2005, por decreto n.º 184, se transfirió el Instituto Nacional contra la Discriminación, la Xenofobia y el Racismo (INADI) del Ministerio del Interior al Ministerio de Justicia y Derechos Humanos.
Por intermedio de la ley n.º 28 366, sancionada el 6 de diciembre de 2007 y promulgada el 7 de diciembre de 2007, la cartera se constituyó como Ministerio de Justicia, Seguridad y Derechos Humanos y pasó a tener bajo su dependencia a la Gendarmería Nacional Argentina, la Prefectura Naval Argentina y la Policía de Seguridad Aeroportuaria. Dichas fuerzas posteriormente fueron re-asignadas al nuevo Ministerio de Seguridad en 2010 y el Ministerio de Justicia, Seguridad y Derechos Humanos pasó a denominarse Ministerio de Justicia y Derechos Humanos (decreto n.º 1993 del 14 de diciembre de 2010).
Por decreto n.º 12 del 5 de enero de 2016 del presidente Macri, se le transfirió el Instituto Nacional de Asuntos Indígenas (INAI).

## Organización
Secretarios ministeriales desde el 10 de diciembre de 2023
| Ministerio             | Secretaría Ministerial         | Titular          | Período                 | Período     | Partido | Partido       | Referencia |
| Ministerio             | Secretaría Ministerial         | Titular          | Inicio                  | Final       | Partido | Partido       | Referencia |
| ---------------------- | ------------------------------ | ---------------- | ----------------------- | ----------- | ------- | ------------- | ---------- |
| Ministerio de Justicia | Secretaría de Justicia         | Sebastián Amerio | 10 de diciembre de 2023 | En el cargo |         | Independiente | [ 25 ]     |
| Ministerio de Justicia | Secretaría de Derechos Humanos | Alberto Baños    | 10 de diciembre de 2023 | En el cargo |         | Independiente | [ 25 ]     |

## Sedes
La actual sede del Ministerio de Justicia es un edificio característico del estilo art decó en Buenos Aires. Llamado originalmente "Palacio Océano", fue proyectado por el arquitecto Jorge Kálnay y el ingeniero German Stein para la Compañía de Seguros "Océano" en 1931. Se terminó hacia 1935, y se encuentra en Sarmiento 329, en plena zona de la city financiera porteña.
Una segunda sede, la Sede Costanera Sur, fue inaugurada por la presidenta Cristina Fernández en mayo de 2014. Ocupando el antiguo edificio administrativo de Tandanor, en la Isla Demarchi de Buenos Aires, que había estado abandonado desde 1983. El inmueble permitiò, además de optimizar las condiciones laborales de 800 trabajadores de la cartera, ahorrar 21 millones de pesos anuales a partir de la desafectación de 16 inmuebles rentados, mientras que con el plan concluido se llegaría a los 40 millones.
Allí se instalaron 14 dependencias: la Subsecretaría de Relaciones con el Poder Judicial y Asuntos Penitenciarios, la Subsecretaría de Acceso a la Justicia, la Dirección de Informática, Tecnología y Sistemas, el Registro de Tierras Rurales, el Registro Nacional de Aspirantes a Guarda con fines adoptivos, el Registro de Empresas y Trabajadores de Control de Admisión y Permanencia, el Registro de Bienes Decomisados, Logística, Call Center, la Editorial Infojus, el portal Infojus Noticias, Readaptación Social, Infraestructura Penitenciaria y el Consejo Federal Penitenciario.